# Holík (přírodní rezervace)
Holík je přírodní rezervace v katastrálním území obce Počúvadlo v okrese Banská Štiavnica v Banskobystrickém kraji na Slovensku. Území bylo vyhlášeno v roce 1966  a jeho rozloha je 31,98 hektaru. Předmětem ochrany je kamenité temeno andezitové kóty s ostrůvkem lesostepní vegetace, dubohabrovými porosty na jižním svahu a podhorskými bučinami na severním svahu.